# Krasni Khleborob
Krasni Khleborob (en rus Красный Хлебороб) és un khútor del raion de Guiaguínska, a la República d'Adiguèsia, a Rússia. És a 12,5 km a l'oest de Guiaguínskaia i a 32 km al nord-est de Maikop. Pertany al municipi de Novi.